# CG Волос Вероники
CG Волос Вероники (лат. CG Comae Berenices) — одиночная переменная звезда в созвездии Волос Вероники на расстоянии приблизительно 37280 световых лет (около 11430 парсек) от Солнца. Видимая звёздная величина звезды — от +16,9m до +15,3m.

## Характеристики
CG Волос Вероники — жёлто-белая пульсирующая переменная звезда типа RR Лиры (RRAB)* спектрального класса A7-F5. Эффективная температура — около 5959 K.